# 拉塞佩德 (洛特-加龙省)
拉塞佩德（法語：Lacépède，法語發音：[lasepɛd]）是法国洛特-加龙省的一个市镇，属于阿让区。

## 地理
拉塞佩德（44°19'18"N, 0°27'43"E）面积11.33 平方千米，位于法国新阿基坦大区洛特-加龍省，该省份为法国西南部内陆省份，北起多爾多涅省，西接吉倫特省和朗德省，南至热尔省，东临塔恩-加龙省和洛特省。
与拉塞佩德接壤的市镇（或旧市镇、城区）包括：布朗、洛特河畔拉菲特、蒙珀扎、普赖萨斯、圣萨尔维、圣萨尔多斯。

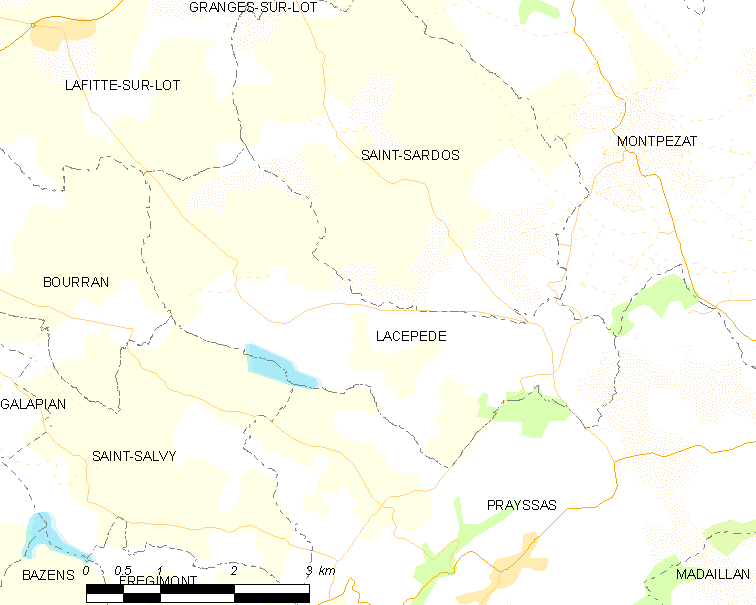
的OSM定位图

拉塞佩德的时区为UTC+01:00、UTC+02:00（夏令时）。

## 行政
拉塞佩德的邮政编码为47360，INSEE市镇编码为47125。

## 政治
拉塞佩德所属的省级选区为汇流县。

## 人口

1962-2008年间人口变化图示

拉塞佩德于2022年1月1日时的人口数量为316人。